# NGC 2416
NGC 2416 è una galassia a spirale situata nella costellazione del Cane Minore, a una distanza di circa 256 milioni di anni luce dalla nostra Via Lattea.

## Scoperta
La galassia è stata scoperta il 26 gennaio 1865 dall'astronomo tedesco Albert Marth.

## Descrizione
NGC 2416 ha una classe di luminosità III-IV e presenta una larga riga a 21 cm dell'idrogeno neutro.